# Tong Li Publishing
Tongli Publishing Co. (кит. 東立出版社, пін. Dōng Lì Chūbǎnshè), більш відоме як Tong Li Comics — тайванське видавництво, яке займається випуском і перекладом коміксів. 

## Історія
Компанія була заснована в місті Тайнань у 1977 році, у той час всього з 9 працівниками. Прославилася за рахунок нелегальної публікації коміксів. "Протягом п'ятнадцяти років, Tong Li була найбільшим виробником незаконних коміксів, випустивши близько 1000 найменувань загалом, тобто 50 на місяць".
Початковим методом компанії була закупівля нових коміксів у японських дистриб'юторів, заміна японської мови китайською, "малювання бюстгальтерів на жіночих героях з оголеними грудьми та зміна навіть до того плану, щоб уникнути покарання за зображення відверто сексуальних і насильницьких картин". Керівник Tong Li, Фанг Ван-нан (范萬楠), жартома називав себе "королем піратських коміксів".
Незважаючи на тенденцію порушення авторського права, Tong Li стала першою тайванською компанією, що ліцензувала манґу Cipher автора Мінако Наріти в компанії Hakusensha в 1989 році. Потім продовжила діяльність, ліцензувавши Акіру, автором якої є Кацухіро Отомо в 1991 році. 1992 рік ознаменувався тим, що тайванське законодавство заборонило розповсюдження піратських коміксів, таким чином посилюючи захист авторських прав на комікси. Ця подія змусила Tong Li не тільки перестати займатися виробництвом нелегальних коміксів, але й розроблювати власний контент, випускаючи оригінальні комікси (маньхуа). Почали виходити такі журнали як Dragon Youth (龍少年月刊) та Star★Girls (星少女月刊) — комікси все ще знаходилися від сильним впливом японської манґи. Наразі компанія володіє правами на такі роботи як One Piece, Bleach, Naruto, Sket Dance, Hunter x Hunter, Gintama, Shijō Saikyō no Deshi Ken'ichi, Skip Beat!, та інші.

## Журнали, які публікувалися Tong Li Publishing
- Dragon Youth Comic
- New Youth Express
- New Youth Express Monthly
- Formosa Youth
- Young Flower
- Star Girls
- New Youth Weekly